# نوامبر ۲۰۰۷
نوامبر ۲۰۰۷ یکی از ماه‌های ۲۰۰۷ (میلادی) است.

## ۲ نوامبر ۲۰۰۷
- نشست گسترده کارشناسان ارشد همسایگان عراق آغاز به کار کرد

نشست کارشناسان ارشد همسایگان عراق از امروز جمعه در میان تدابیر شدید امنیتی و در پشت درهای بسته، رسما در استانبول آغاز به کار کرد.ایرنا

## ۳ نوامبر ۲۰۰۷
- توافق گروه ۵+۱ بر تدوین قطعنامه تازه ای علیه ایران

پنج عضو دائم شورای امنیت سازمان ملل متحد به همراهی آلمان که درگیر مناقشه اتمی ایران هستند، پس از برگزاری نشستی در لندن، به اتفاق تصمیم گرفتند قطعنامه تازه ای برای تصویب در شورای امنیت علیه جمهوری اسلامی ایران تدوین کنند. بی‌بی‌سی فارسی
- مانور نظامی آمريکا در خليج فارس

ناوگان پنجم نیروی دریایی آمريکا در بحرين، روز جمعه در بیانیه ای اعلام کرد که نيروی دريايی ايالات متحده در خليج فارس در حال برگزاری يک مانور نظامی است. رادیو فردا

## ۴ نوامبر ۲۰۰۷
- کشته و زخمی شدن دو نظامی آمریکایی و ترور مشاور وزیر دارایی عراق

ارتش آمریکا در بیانیه‌ای از کشته شدن یک نظامی خود و زخمی شدن یک تن دیگر در عراق خبر داد و منابع امنیتی و بیمارستانی عراق امروز از ترور مشاور وزیر دارایی عراق و راننده وی در منطقه حی الجامعه در غرب بغداد خبر دادند.خبرگزاری مهر

## ۵ نوامبر ۲۰۰۷
- شکست ایران از آمریکا در فوتبال ساحلی

تیم ملی فوتبال ساحلی ایران در دومین دیدار خود در جام جهانی فوتبال ساحلی که در کشور برزیل برگزار می شود، با نتیجه نزدیک ۷-۶ مغلوب تیم ملی فوتبال ساحلی آمریکا شد. بی‌بی‌سی فارسی
- ناشر «قرآن فارسی» در افغانستان بازداشت شد

دادستانی کل افغانستان، زلمی غوث ناشر کتاب «قرآن پاک»، را بازداشت کرده است. گفتنی است کتاب قرآن پاک، ترجمه فارسی قرآن، کتاب مقدس مسلمانان بدون متن عربی است. بی‌بی‌سی فارسی
- بیست و هشت ماه زندان برای فعال ایرانی «جنبش زنان»

دلارام علی، از فعالان جنبش زنان ایران که بهار سال گذشته در جریان یک تجمع مسالمت آمیز در تهران موقتا دستگیر شده بود، از سوی دادگاه تجدید نظر به جرم «اقدام علیه امنیت ملی» و «تبلیغ علیه نظام از طریق شرکت در تجمع» به دو سال و چهار ماه حبس محکوم شد. بی‌بی‌سی فارسی

## ۷ نوامبر ۲۰۰۷
- مشاجره دبیر کل سازمان ملل با سفیر پاکستان

دبیر کل سازمان ملل متحد در زمینه اعلام وضعیت فوق العاده در پاکستان توسط ژنرال پرویز مشرف، با سفیر این کشور درگیر مشاجره لفظی شد. بی‌بی‌سی فارسی
- «قتل ۴۰ نفر» در انفجار انتحاری در افغانستان

یک انفجار انتحاری قوی در ولایت بغلان در شمال افغانستان، دست کم چهل کشته و شمار بیشتری زخمی برجای گذاشته است. سید مصطفی کاظمی رئیس کمیسیون اقتصادی پارلمان افغانستان و چند عضو دیگر پارلمان، در میان کشته شدگان هستند. بی‌بی‌سی فارسی
- سارکوزی دیدار از واشنگتن را آغاز کرد

نیکولا سارکوزی رئیس جمهور فرانسه نخستین سفر رسمی خود به ایالات متحده آمریکا از زمان رسیدن به قدرت را آغاز کرده است. وی قرار است در این سفر در جلسه مشترک دو شاخه کنگره سخنرانی کند و با جورج بوش رئیس جمهور آمریکا به گفتگو بنشیند. بی‌بی‌سی فارسی
- رای گيری برای صدور «اخطار قرمز» برای پنج ايرانی

رایزنی‌ها در جريان هفتاد و ششمين مجمع عمومی پليس بين الملل در مراکش، برای اضافه کردن نام پنج مقام ايرانی و يک لبنانی متهم به دست داشتن در انفجار مرکز همیاری یهودیان «آمیا» در آرژانتين، به فهرست «تحت تعقيب» اینترپل در حال انجام است. رادیو فردا

## ۸ نوامبر ۲۰۰۷
- فلاحیان و محسن رضائی تحت تعقیب بین المللی

مجمع عمومی پلیس بین‌الملل (اینترپل) با اکثریت آرا و با صدور حکم جلب بین‌الملل برای سه مقام و دو دیپلمات سابق ایران موافقت کرد. بنابر تصمیم مجمع، برای علی فلاحیان، وزیر پیشین اطلاعات، محسن رضائی، فرمانده پیشین سپاه پاسداران انقلاب اسلامی، احمد وحیدی، فرمانده پیشین نیروی قدس سپاه پاسداران و دو تن از اعضای سابق سفارت جمهوری اسلامی ایران در آرژانتین به نام‌های محسن ربانی و احمدرضا اصغری، به اتهام دست داشتن در انفجار مرکز همیاری یهودیان، «اخطاریه سرخ» صادر شد که پلیس هر یک از ۱۸۶ کشور عضو اینترپل منجمله ایران می تواند بر اساس آن، دست به بازداشت این افراد و تحویل آنها به آرژانتین بزند که درخواست بازداشت آنان را کرده است. بی‌بی‌سی فارسی، رادیو فردا
- تساوی سپاهان اصفهان با اوراوا ردز ژاپن

در دور رفت مسابقه فینال جام قهرمانان باشگاه‌های آسیا، اوراوا ردز ژاپن، در فولاد شهر اصفهان، مقابل سپاهان به تساوی ۱-۱ دست یافت تا با برتری اندک به انتظار مسابقه برگشت بنشیند. بی‌بی‌سی فارسی
- اعلام وضعیت فوق العاده در گرجستان

در پی درگیری پلیس ضد شورش با تظاهرکنندگان مخالف در گرجستان برای ششمین روز متوالی، میخائیل ساکاشویلی رئیس جمهور این کشور برای ۱۵ روز «وضعیت فوق العاده» اعلام کرد. بی‌بی‌سی فارسی

## ۱۰ نوامبر ۲۰۰۷
- احمدی‌نژاد در سخنانی در بیرجند گفت منکران قیامت «به اندازه بزغاله هم از دنیا فهم و شعور ندارند». بی‌بی‌سی فارسی، الف
- خوان کارلوس خطاب به هوگو چاوز: خفه شو.

خوان کارلوس پادشاه اسپانیا در جریان برگزاری اجلاسی در شیلی، پس از آن‌که هوگو چاوز، رئیس جمهور ونزوئلا خوزه ماریا آزنار، نخست وزیر سابق اسپانیا را فاشیست خواند عصبانی شده و به وی گفت «چرا خفه نمی شوی؟» بی‌بی‌سی فارسی، رویترز، تایمز

## ۱۱ نوامبر ۲۰۰۷
- شیمعون پرز: «اسرائیل با ایران مشکل ندارد، مشکل ما با احمدی‌نژاد است». رادیو زمانه

## ۱۲ نوامبر ۲۰۰۷
- درگیری حماس و فتح در سالگرد  درگذشت یاسر عرفات. بی‌بی‌سی فارسی

- آشوب و تعطیلی فوتبال در ایتالیا به‌خاطر قتل یک طرفدار تیم فوتبال لاتزیو. بی‌بی‌سی فارسی

## ۱۶ نوامبر ۲۰۰۷
- تعویق نشست ۱+۵ درباره ایران

نشست معاونان وزرای خارجه گروه ۱+۵ درباره برنامه هسته‌ای ایران که قرار بود هفته آینده برگزار شود، به دلیل عدم شرکت چین و در پی انتشار گزارش مثبت البرادعی درباره همکاری سازنده ایران به تعویق افتاد. تابناک
- وضعیت فوق العاده گرجستان لغو شد

از ساعت ۱۹:۰۰ ۱۶ نوامبر ۲۰۰۷ تمامی محدودیت‌هایی که از سوی رئیس جمهور گرجستان از روز ۷ نوامبر پس از تظاهرات و آشوب‌های گسترده در تفلیس وضع شده بودند، لغو گردید. تابناک
- بوتو از بازداشت خانگی آزاد شد

بنابر گزارش‌ها بی نظیر بوتو، نخست وزیر سابق پاکستان از بازداشت خانگی آزاد شده‌است. ایسکا نیوز

## ۱۸ نوامبر ۲۰۰۷
- توسط تیم فنی بانک جهانی: وام ۵۵۰ میلیون دلاری بانک جهانی به ایران تائید شدفارس نیوز.

## ۱۹ نوامبر ۲۰۰۷
- هشتمین دوسالانه کاریکاتور تهران آغاز شد

نمایشگاه هشتمین دوسالانه بین‌المللی کاریکاتور تهران با ارائه ۶۵۰ اثر از هنرمندان ایرانی و خارجی ساعت ۱۷ امروز دوشنبه در موسسه فرهنگی هنری صبا افتتاح شد.خبرگزاری مهر
- کاهش آمار جهانی آلودگان به ایدز

در گزارش تازه سازمان ملل متحد درباره بیماری ایدز، کاهش چشمگیر آمار تخمینی آلوده‌شدگان به ویروس بیماری‌ ایدز دیده می‌شود.
- اسرائیل با آزادی حدود ۴۵۰ زندانی فلسطینی موافقت کرد. بی‌بی‌سی فارسی، رویترز

## ۲۱ نوامبر ۲۰۰۷
- پنجمین دوسالانه مجسمه‌سازی افتتاح شد

پنجمین نمایشگاه دوسالانه مجسمه‌سازی معاصر تهران عصر چهارشنبه ۳۰ آبان در موزه هنرهای معاصر تهران افتتاح شد.خبرگزاری مهر و جام جم
- اعتصاب در فرانسه وارد ششمین روز شد

اعتراض کارکنان سیستم حمل و نقل فرانسه مربوط به بخشی از تصمیمات و قوانینی است که «سارکوزی»بدون در نظر گرفتن منافع قشر کارگر درصدد تصویب آن است و اعتصاب قشر دانشجویی این کشور نیز به دلیل وعده‌های «سارکوزی»در مورد تغییر درسیستم دانشگاهی با الهام از مدل آمریکایی می‌باشد.
- مفقود شدن اطلاعات محرمانه ۲۵ میلیون بریتانیایی

گوردون براون نخست وزیر بریتانیا «تاسف عمیق» خود از گم شدن اطلاعات مربوط به کمک‌هزینه ۲۵ میلیون کودک را اعلام کرد.
- ژاک شیراک رسما بازجویی شد

این دومین مورد بازجویی از آقای شیراک پس از لغو مصونیت به دنبال اتمام دوران ریاست جمهوری است.

## ۲۳ نوامبر ۲۰۰۷
- سومین نشست گروه‌کاری اتحادیه کشورهای حاشیه‌ اقیانوس‌هند باحضور ایران آغاز بکار کرد

سومین نشست یک روزه گروه کاری اعضای اتحادیه همکاری‌های منطقه‌ای کشورهای حاشیه اقیانوس هند صبح روز جمعه به ریاست معاون وزیر امورخارجه ایران در امور اقتصادی، در پرتوریا آغاز به‌کار کرد. ایرنا
- ‪ ۱۶‬نفر در انفجارهایی هم‌زمان در شمال هند کشته شدند

در انفجارهایی هم‌زمان در سه شهر شمالی هند ‪ ۱۶‬نفر از جمله ‪ ۴‬وکیل کشته و ‪ ۲۰‬نفر زخمی شدند. ایرنا

## ۲۵ نوامبر ۲۰۰۷
- ارتش آمریکا ادعا کرد: «عامل انفجار بغداد، گروهی شیعه برخوردار از حمایت ایران»

ارتش آمریکا انفجارهای مرگبار دیروز در بازار طیور و حیوانات خانگی الغزل در بغداد را به گروهی مورد حمایت جمهوری اسلامی ایران نسبت داد. بی‌بی‌سی فارسی
- فرمانده سابق بسیج مسئول برگزاری انتخابات شد

وزارت کشور ایران اعلام کرد که علیرضا افشار، معاون سیاسی این وزارتخانه به عنوان رئیس ستاد انتخابات، مسئول برگزاری دور بعدی انتخابات مجلس شورای اسلامی شده که قرار است پانزدهم مارس (۲۴ اسفند) انجام گیرد. بی‌بی‌سی فارسی
- تيم فوتبال ايران با سوريه، امارات و كويت همگروه شد

با انجام مراسم قرعه کشی جام جهانی ۲۰۱۰ آفریقای جنوبی، تیم ملی فوتبال ایران در گروه "E" با تیم‌های سوریه، امارات و کویت هم گروه شد. فارس نیوز

## ۲۶ نوامبر ۲۰۰۷
- جنگنده نظامی ایران در دریای عمان سقوط کرد

یک فروند هواپیمای نظامی ارتش ایران به علت نقص فنی در منطقه کنارک چابهار سقوط کرد و دو سرنشین آن کشته شدند. بی‌بی‌سی فارسی

## ۲۷ نوامبر ۲۰۰۷
- کنفرانس خاورمیانه در آناپولیس آغاز به کار کرد

جورج بوش رئیس جمهور آمریکا در آغاز کنفرانس آناپولیس که موضوع آن احیای مذاکرات صلح خاورمیانه‌ است، موافقت اسرائیل و فلسطینیان را برای دستیابی به یک صلح جامع تا پایان سال ۲۰۰۸، اعلام کرد.بی‌بی‌سی فارسی
- امیدواری محتاطانه نسبت به کنفرانس آناپولیس

رهبران اسرائیلی و فلسطینی در آستانه کنفرانس صلح خاورمیانه در شهر آناپولیس در آمریکا اظهار امیدواری کردند که این کنفرانس بتواند نقطه شروعی برای مذاکرات جدی صلح باشد. بی‌بی‌سی فارسی
- ادامه ناآرامی‌ها در حومه پاریس

جوانان فرانسوی برای دومین شب متوالی در یکی از محلات حومه پاریس سرگرم زد و خورد با نیروهای پلیس بوده‌اند. این ناآرامی‌ها پس از مرگ دو جوان در اثر برخورد موتورسیکلت آنها به اتومبیل پلیس شروع شد. بی‌بی‌سی فارسی